# Tout va très bien madame la marquise (Ray Ventura)
Tout va très bien madame la marquise (Alles gaat heel goed, mevrouw de markiezin) is een lied van de Franse zanger Ray Ventura uitgebracht in 1935 met zijn band Ray Ventura et ses Collégiens.
De tekst van het liedje gaat over een telefoongesprek tussen een markiezin en haar butler. De butler vertelt dat thuis alles goed gaat, buiten enkele rampen die als niemendalletjes worden vermeld (een brand in de stallen, de zelfmoord van de markies). Voor elk couplet werd als bruggetje de zin Un incident, une bêtise (Een incident, een stommiteit) gebruikt. Het idee voor dit komische liedje kwam van een sketch van het Franse komische duo Bach et Laverne (Charles-Joseph Pasquier en Henri Allum).
Het liedje werd een van de grootste successen van Ray Ventura. In de tweede helft van de Tweede Wereldoorlog, toen de krijgskansen keerden, kreeg de tekst een nieuwe dimensie. Het ging dan over de blindheid van Hitler en zijn bondgenoten voor het verloop van de oorlog. Radio Londres bracht trouwens een nieuwe versie uit met de titel Tout va très bien mon Führer, waarin Goebbels aan Hitler rapporteert over het verloop van de oorlog. Na de oorlog werd het liedje verschillende keren heropgenomen.
De titel van het liedje werd een vaste uitdrukking in het Frans om de spot te drijven met machtige personen en gemanipuleerde nieuwsberichten. Hergé bijvoorbeeld gebruikte de uitdrukking in zijn stripreeks De avonturen van Jo, Suus en Jokko.